# 루치안 블라가

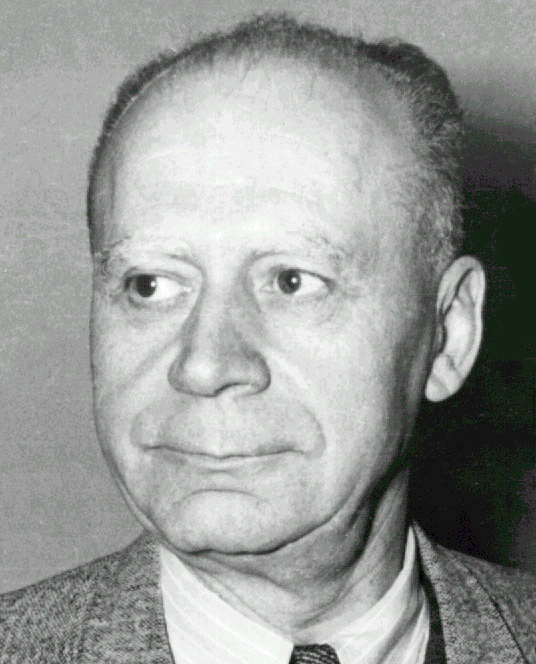

루치안 블라가(Lucian Blaga, 1895∼1961)는 루마니아의 철학자, 신학자, 시인이자 극작가이다. 서방세계에 가장 많이 알려진 루마니아 작가 중 한 사람이다.

## 생애
1895년 루마니아 세베슈 인근 도시 란크럼(Lancrăm)에서 태어나 1920년 오스트리아 빈대학에서 철학박사 학위를 받은 뒤, 바르샤바, 프라하, 빈, 베른, 리스본 등지에서 외교관으로 활동했다. 1930년대 들어 실존주의와 비합리주의의 영향을 받아 30여 년 동안 문화 및 정신세계에 대한 연구를 진행해 루마니아 문화의 정체성과 사상적 기반을 다지고자 노력했다. 1937년 루마니아 한림원 회원으로 선출되었으며, 1939년에는 클루지대학 문화철학 교수를 지냈다.
하지만 2차 세계대전 후, 그는 문학인으로서 모든 자유를 박탈당한 채 정부의 감시와 통제 아래 놓이게 된다. 특히 1956년 미르치아 엘리아데, 바질 문테아누, 로사 델 콘테 등 서방세계에서 활동하던 문학인들의 도움으로 노벨 문학상 후보에 오르지만, 루마니아 공산 정부는 스웨덴에 특사를 파견하면서까지 이 작가의 노벨상 수상을 저지하고자 했다. 블라가가 자신들의 사상적 이데올로기에 반(反)하는 관념론적 문학인이라고 여겼기 때문이다. 이로 인해 블라가는 1961년 사망할 때까지 서정시만 쓰게 되는데, 이마저도 당국에 의해 출판이 금지되고 말았다.
주요 작품으로 철학서 ≪인식의 3부작≫, ≪문화의 3부작≫, ≪가치의 3부작≫, 시집 ≪가장 슬픈 별≫, ≪루마니아 시골 예찬≫, ≪루치안 블라가 또는 땅과 별들의 노래≫, ≪예언자의 발소리≫, ≪열망의 뜰에서≫, 희곡 ＜잘목시스, 미스테리한 토속신앙＞(1921), ＜소용돌이치는 물＞(1923), ＜건축 마스터 마놀레＞(1927), ＜아이들의 캠페인＞(1930), ＜아브람 장쿠＞(1934), ＜노아의 방주＞(1944) 등이 있다.